# نزيهة المغربي
نزيهة المغربي هي منشطة تلفزيّة و رسّامة تونسية ، توفّيت في 2 ديسمبر 2001 وهي أوّل وجه ظهر على الشّاشة و أعلن ميلاد التّلفزيون التّونسي يوم 31 ماي 1966.